# Davidsons paviljonger

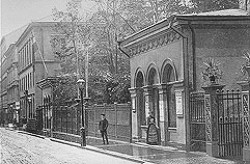
Davidsons paviljonger i slutet av 1800-talet.

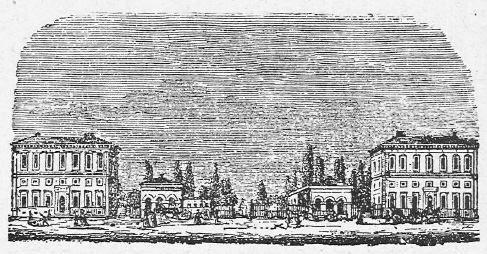
Paviljongerna mellan Apoteket Nordstjernan och Hotel Fenix

Davidsons paviljonger var två träpaviljonger som uppfördes på 1830-talet vid Svenska trädgårdsföreningens parkanläggning vid Drottninggatan 71 i Stockholm, där man idag finner ingången mot Norra Latin. Paviljongerna fick namn efter konditorbröderna August och Wilhelm Davidson som drev nöjesetablissemanget i lokalerna.

## Historik

### Davidsons paviljonger
Svenska trädgårdsföreningen hade bildats i Stockholm 1832 och arrenderade till en början en tomt på Norrtullsgatan. 1836 fick föreningen upplåtelse att på den långsträckta Barnhuskällaretomten som sträckte sig från Drottninggatan ned mot Klara sjö anlägga en park- och trädgårdsplantering. Mot Drottninggatan anlades en park i engelsk stil som gick under namnet Trädgårdsföreningen. 1837 fick konditor Wilhelm Davidson tillsammans med sin bror August tillstånd att uppföra två paviljonger som ett slags grindstugor vid parkens entré. Mellan envåningsbyggnaderna i trä löpte ett järnstaket med en grind på dess mitt. För ritningarna svarade Carl-Gustaf Blom-Carlsson. 1839 slog August och Wilhelm (den senare kom att bli berömd som Hasselbackskungen) upp portarna till sitt Café i den södra paviljongen. Den norra paviljongen användes till baler och på 1850-60-talen till teaterföreställningar. Särskilt populära blev friluftskonserterna Concert a la musard. Wilhelm tog själv över kontraktet 1844 och drev verksamheten till 1868.

### Skandinavisk-Etnografiska samlingen flyttar in
I paviljongerna tog sedan utställningsverksamhet vid. 1873 inrättade Artur Hazelius den Skandinavisk-Etnografiska samlingen i den södra paviljongen och kommande år togs även den norra i anspråk. Samlingen var föregångare till Skansen och Nordiska museet och lokalerna nyttjades fram till omkring 1900 då samlingarna flyttades.

### Paviljogerna blir biografer och rivs

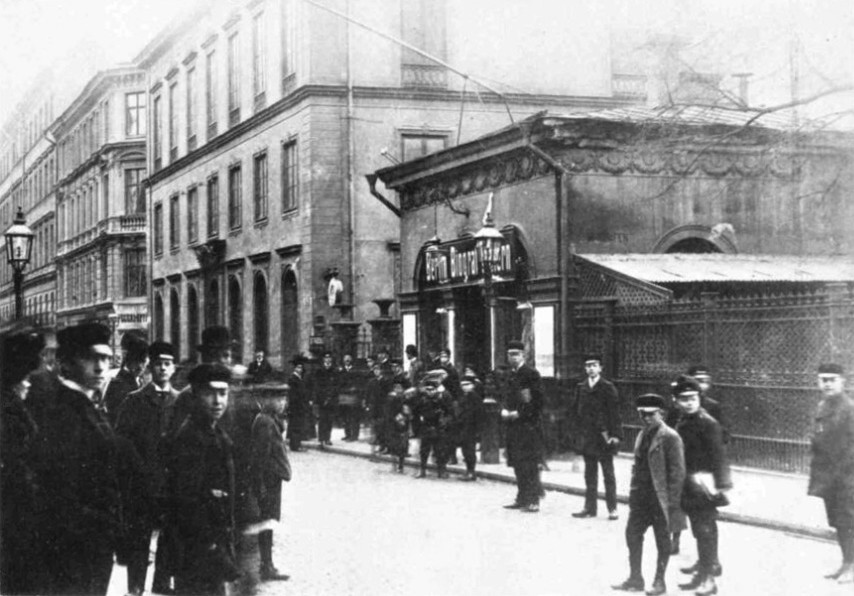
Berlin-Biograf-teatern

Paviljongerna omvandlades i början av 1900-talet till biograflokaler. i den norra, med adressen Drottninggatan 71C, öppnade dansken Niels Le Tort Amerikanska Teatern 1902. Det blev dock kortvarigt då han året därpå flyttade verksamheten till Blancheteatern. 1912 öppnades istället Fenix-Teatern (efter den intilliggande restaurangen Hotel Fenix) men redan året därpå fick ägaren bygglov för att uppföra en ny fastighet på platsen varvid paviljongen revs. Biografen Fenix levde dock vidare i det nya huset. I den södra paviljongen, med adressen Drottninggatan 71 A, öppnades 1904 Apollo-teatern vilken 1905 efter två ägarbyten bytte namn till Bostock. 1907 köptes den av stadens biografkung Nils Petter Nilsson (även kallad "Häst-Nisse") och döptes om till Berlin-Biograf-teatern. 1910 beviljades dock bygglov för en ny fastighet på platsen varvid paviljongen revs.

### Idag
1995 renoverades av det gamla järnstaketet som fortfarande löper längs Drottninggatan. Arbetet utfördes på Mälarvarvet och bekostades av LO och Stockholms stad.